# Man on the Moon III: The Chosen
Man on the Moon III: The Chosen — седьмой студийный альбом американского рэпера Кида Кади, который был выпущен 11 декабря 2020 года на лейбле Republic Records. Это последний релиз из серии альбомов Man on the Moon, которая включает в себя Man on the Moon: The End of Day 2009 года и Man on the Moon II: The Legend of Mr. Rager 2010 года.
Альбом состоит из 18 песен и был спродюсирован в основном самим Кидом Кади и Dot da Genius наряду с Plain Pat, Emile Haynie и Mike Dean, каждый из которых внёс свой вклад в два предыдущих альбома из серии Man on the Moon. Релиз содержит гостевые участия от Фиби Бриджерс, Trippie Redd, Скепты и умершего в 2020 году Pop Smoke. Man on the Moon III — это концептуальный альбом рэпера, который показывает его внутреннюю борьбу против своего злого альтер эго, Mr. Rager, в надежде вернуть себе мир и счастье. Как и в предыдущих двух частях трилогии, альбом разделён на отдельные акты.
Man on the Moon III: The Chosen получил в основном положительные отзывы от музыкальных критиков, которые высоко оценили его написание песен и в целом отдали предпочтение последним двум актам. Альбом дебютировал под номером два в чарте Billboard 200, заработав 144 тысячи единиц, эквивалентных альбому, включая 15 тысяч чистых продаж (без учёта стриминга), став пятым альбомом рэпера в десятке лучших в США.

## Обложка
Последние 10 лет Скотт Мескади прошёл через ад и вернулся обратно. После того, как он почувствовал, что его мир закончился, он нашёл надежду и преодолел тьму, которая преследовала его жизнь. Но счастье было не вечно. То, что он считал покоем, превращается в кошмар. Он чувствует себя потерянным, имея дело с той же болью, которую не испытывал годами. За одну ночь он должен снова встретиться с самим собой и бороться, чтобы отвоевать свою душу у злого Мистера Рейджера.
На обложке изображён Кид Кади, смотрящий прямо на слушателя, в отличие от предыдущих частей трилогии, где Кади смотрит вниз, левая сторона лица Кади состоит из «психоделического/призматического взрыва костей и сухожилий», а Луна и падающий человек закрывают его глаз. Она была создана иллюстратором Сэмом Спраттом, он был выбран из-за того, что Кади понравилась его работа для альбома Logic No Pressure. Шпротт заявил, что создал обложку так, чтобы она была запечатлила чувства Кади, но в то же время являлась «чем-то таким, что выделялось бы в галерее Spotify», назвав этот шаг «прославленным куском маркетинга».

## Список композиций
Адаптировано под Tidal и Pitchfork.
| №  | Название         | Автор(ы)                                                                       | Продюсер(ы)                                                     | Длительность |
| -- | ---------------- | ------------------------------------------------------------------------------ | --------------------------------------------------------------- | ------------ |
| 1. | «Beautiful Trip» | Scott Mescudi Emile Haynie Oladipo Omishore Patrick Reynolds Finneas O'Connell | Kid Cudi Haynie Dot da Genius Plain Pat Finneas Dennis Cummings | 0:37         |
| 2. | «Tequila Shots»  | Mescudi Omishore David Biral Denzel Baptiste                                   | Dot da Genius Take a Daytrip Kid Cudi Cummings                  | 3:13         |
| 3. | «Another Day»    | Mescudi Omishore Jason Chung Biral Baptiste                                    | Dot da Genius Take a Daytrip Nosaj Thing Kid Cudi Cummings      | 3:19         |
| 4. | «She Knows This» | Mescudi Omishore Julian Gramma Michael Mule Isaac de Boni                      | Dot da Genius J Gramm FnZ Kid Cudi Cummings                     | 3:36         |
| 5. | «Dive»           | Mescudi Anthony Kilhoffer Travis Walton Aaron Bow Kevin Parker                 | Kilhoffer Teddy Walton Bow Dot da Genius Kid Cudi Cummings      | 2:28         |

| №  | Название                                     | Автор(ы)                                                                                   | Продюсер(ы)                                                       | Длительность |
| -- | -------------------------------------------- | ------------------------------------------------------------------------------------------ | ----------------------------------------------------------------- | ------------ |
| 6. | «Damaged»                                    | Mescudi Omishore Biral Baptiste Michael Dean                                               | Dot da Genius Take a Daytrip Mike Dean Kid Cudi Cummings          | 2:30         |
| 7. | «Heaven on Earth»                            | Mescudi Kilhoffer Destin Omambo                                                            | Kilhoffer DST the Danger Dot da Genius Kid Cudi Cummings          | 3:21         |
| 8. | «Show Out» (совместно с Скептой и Pop Smoke) | Mescudi Bashar Jackson Joseph Adenuga Omishore Reynolds Christopher Justice Everett Romano | Dot da Genius Plain Pat Gravez Kid Cudi Cummings Heavy Mellow [a] | 2:54         |
| 9. | «Mr. Solo Dolo III»                          | Mescudi Omishore Reynolds Nicholas Britell Rafeal Brown                                    | Kid Cudi Dot da Genius Plain Pat Cummings Audio Anthem [c]        | 4:02         |

| №   | Название                                | Автор(ы)                                                                   | продюсер(ы)                                                     | Длительность |
| --- | --------------------------------------- | -------------------------------------------------------------------------- | --------------------------------------------------------------- | ------------ |
| 10. | «Sad People»                            | Mescudi Omishore Biral Baptiste                                            | Dot da Genius Take a Daytrip Kid Cudi Cummings                  | 2:56         |
| 11. | «Elsie's Baby Boy (Flashback)»          | Mescudi Mast Omishore Romano Alan Price                                    | Kid Cudi E*vax Cummings Dot da Genius [b] Heavy Mellow [b]      | 3:59         |
| 12. | «Sept. 16»                              | Mescudi Omishore Haynie Reynolds O'Connell                                 | Dot da Genius Haynie Plain Pat Kid Cudi Cummings Finneas [b]    | 4:09         |
| 13. | «The Void»                              | Mescudi Dean                                                               | Kid Cudi Dot da Genius Cummings Mike Dean [a]                   | 5:25         |
| 14. | «Lovin' Me» (при участии Фиби Бриджерс) | Mescudi Ryan Vojtesak Omishore William Sullivan Rami Eadeh Phoebe Bridgers | Charlie Handsome Dot da Genius Sullivan Ramii Kid Cudi Cummings | 2:45         |

| №                   | Название                                      | Автор(ы)                                                                                      | Продюсер(ы)                                                                                  | Длительность |
| ------------------- | --------------------------------------------- | --------------------------------------------------------------------------------------------- | -------------------------------------------------------------------------------------------- | ------------ |
| 15.                 | «The Pale Moonlight»                          | Mescudi Omishore Eadeh Mast                                                                   | E*vax Dot da Genius Ramii Kid Cudi Cummings                                                  | 2:56         |
| 16.                 | «Rockstar Knights» (совместно с Trippie Redd) | Mescudi Michael White II Omishore Ebony Oshunrinde Biral Baptiste Julius Alexander-Brown Dean | Dot da Genius WondaGurl Take a Daytrip Kid Cudi Cummings Mike Dean [a] Jenius [c]            | 3:51         |
| 17.                 | «4 Da Kidz»                                   | Mescudi Omishore Biral Baptiste Oshunrinde Dean                                               | Dot da Genius WondaGurl Take a Daytrip Kid Cudi Cummings Mike Dean [a] Len20 [b] 18yoman [b] | 3:04         |
| 18.                 | «Lord I Know»                                 | Mescudi Omishore Biral Baptiste Vincent Goodyer Dean                                          | Dot da Genius Take a Daytrip 18yoman Kid Cudi Cummings Mike Dean [a] Len20 [b]               | 3:32         |
| Общая длительность: | Общая длительность:                           | Общая длительность:                                                                           | Общая длительность:                                                                          | 58:37        |

Notes
- ↑  сопродюсер
- ↑  дополнительный продюсер
- ↑  неуказанный сопродюсер[7]

## Участники записи
Адаптировано под Tidal.
Музыкант
- Kid Cudi — вокал
- William J. Sullivan — программирование (4)
- Mike Dean — клавишные (6, 13, 16–18), синтезатор (6, 13, 16–18)
- Скепта — вокал (8)
- Pop Smoke — вокал (8)
- Phoebe Bridgers — вокал (14)
- Trippie Redd — вокал (16)

Техническая часть
- Джо ЛаПорта — мастеринг (все песни)
- Мэнни Марокуин — миксинг (все песни), иммерсивный миксинг (15)
- Крис Галланд — миксинг (9, 14, 15)
- Джереми Инхабер — миксинг (9, 14, 15), иммерсивный миксинг (9)
- Зак Перейра — миксинг (9, 14, 15)
- Крис Кан — ассистент записи (9)
- Уиллиам Джей. Салливан — инжинеринг (все песни), programming (4)
- Джошуа Фалкнер — инжинеринг (8)
- Макс МакАллистер — инжинеринг (8)
- Паркер — инжинеринг (8)
- Иан Финдлей — инжинеринг (11, 13)
- Dot da Genius — инжинеринг (15, 16)
- Игор Мамет — инжинеринг (16)

## Чарты
| Чарт (2020)                            | Высшая позиция |
| -------------------------------------- | -------------- |
| Австралия (ARIA)                       | 25             |
| Австрия (Ö3 Austria)                   | 43             |
| Бельгия/Фландрия (Ultratop)            | 23             |
| Бельгия/Валлония (Ultratop)            | 37             |
| Канада (Canadian Albums Chart)         | 2              |
| Дания (Hitlisten)                      | 6              |
| Нидерланды (Album Top 100)             | 14             |
| Финляндия (Suomen virallinen lista)    | 24             |
| Франция (SNEP)                         | 42             |
| Ирландия (Irish Albums Chart)          | 17             |
| Италия (Classifica album)              | 57             |
| Новая Зеландия (RMNZ)                  | 7              |
| Норвегия (VG-lista)                    | 6              |
| Швеция (Sverigetopplistan)             | 23             |
| Швейцария (Schweizer Hitparade)        | 18             |
| Великобритания (UK Albums Chart)       | 26             |
| Великобритания (UK R&B Albums Chart)   | 22             |
| США (Billboard 200)                    | 2              |
| США (Billboard Top R&B/Hip-Hop Albums) | 1              |